# Gloster Gladiator
Le Gloster Gladiator (ou Gloster SS.37) est un avion de chasse biplan britannique de l'entre-deux-guerres. Il fut utilisé par la Royal Air Force (RAF) et la Fleet Air Arm (FAA) (version Sea Gladiator) et fut exporté dans de nombreuses forces armées fin des années 1930. Ce fut le dernier chasseur biplan de la RAF. Bien que souvent opposé à des ennemis plus redoutables au cours des premiers jours de la Seconde Guerre mondiale, il s'acquitta assez bien des combats.
Le Gladiator a été engagé dans presque tous les théâtres pendant la Seconde Guerre mondiale, dans un grand nombre de forces aériennes, certains du côté de l'Axe. La RAF l'a utilisé en France, en Norvège, en Grèce, pour la défense de Malte et durant la courte guerre anglo-irakienne (la Force aérienne irakienne avait un équipement similaire). Le déploiement du Gladiator dans d'autres pays a commencé en 1938, dont la Chine contre le Japon, la Finlande (avec les bénévoles suédois (en)) contre l'Union soviétique dans la guerre d'Hiver et la guerre de Continuation, et la Norvège, la Belgique et la Grèce pour résister à l'invasion de l'Axe.
Le pilote sud-africain Marmaduke « Pat » Pattle fut le meilleur as sur Gladiator avec 15 victoires sur des avions italiens.

## Conception et développement
Le Gladiator fut conçu à partir du Gloster Gauntlet en projet privé, par l’équipe de H.P. Folland, pour répondre à la note F.7/30 du ministère de l'air britannique émise en 1930 requérant qu'il ait une vitesse de pointe d'au moins 400 km/h et soit armé de quatre mitrailleuses, et préconisant l'utilisation du nouveau moteur Rolls-Royce Goshawk à refroidissement par évaporation qui fut retenu par la plupart des compétiteurs de l'appel d'offre. Ce moteur s'avéra peu fiable et Folland s'est rendu compte que le Gauntlet pourrait être rapidement revu pour répondre aux spécifications. Pour réduire la traînée, le nouveau chasseur, le SS.37, avait des ailes avec un seul mât d'entreplan au lieu des ailes à deux mâts du Gauntlet, et était équipé d'un train d'atterrissage principal en porte-à-faux équipé de roues à suspension interne,.
Le SS.37 a effectué son premier vol le 12 septembre 1934, propulsé par un moteur Bristol Mercury VIS de 530 ch (395 kW). Il fut rapidement doté d'un moteur plus puissant lui permettant d'atteindre 390 km/h tout en emportant les quatre mitrailleuses demandées (deux Vickers synchronisées sur le fuselage et deux Lewis sous les ailes basses). Le 3 avril 1935, la Royal Air Force commença les opérations d'évaluation, pendant que Gloster planifiait une nouvelle version dotée d'un moteur Mercury IX de 830 ch (619 kW) et un cockpit entièrement fermé.
Trois mois plus tard fut émise la première commande de 23 avions spécification F.14/35, l'avion étant baptisé "Gloster Gladiator", suivie d'une autre pour 180 appareils en septembre. La première version, le Mk.I fut livrée à partir de juillet 1936, devenant opérationnelle en janvier 1937. Le Mk.II suivit bientôt, la principale différence étant le moteur plus puissant entraînant une hélice tripale à pas fixe Fairey en métal au lieu de la précédente bipale en bois. Une version modifiée du Mk.II le Sea Gladiator fut développée pour la Fleet Air Arm (FAA), de la Royal Navy, avec crosse d'appontage, point de catapultage, châssis renforcé et carénage sous-ventre pour accueillir un canot de sauvetage,. Des 98 avions construits ou transformés, 54 Sea Gladiator étaient encore en service lors du déclenchement de la Seconde Guerre mondiale en septembre 1939.
Le Gladiator allait être le dernier chasseur biplan britannique et le premier doté d'un cockpit fermé. Il avait déjà une vitesse de pointe aux alentours de 414 km/h, et déjà lors de sa mise en service, la conception était éclipsée par les nouveaux chasseurs monoplans tels que le Hurricane et le Spitfire de la RAF ou le Messerschmitt Bf 109 de la Luftwaffe.
747 appareil furent construits (483 RAF, 98 RN ; 216 exportés dans 14 pays, certains d'entre eux venant de la RAF,). Des Gladiator furent vendus à la Belgique, à la Chine, à l'Égypte, à la Finlande, à la France libre, à la Grèce, à l'Irak, à l'Irlande, à la Lettonie, à la Lituanie, à la Norvège, au Portugal (30 au total, en service de septembre 1938 a 1952), à l'Afrique du Sud et à la Suède.

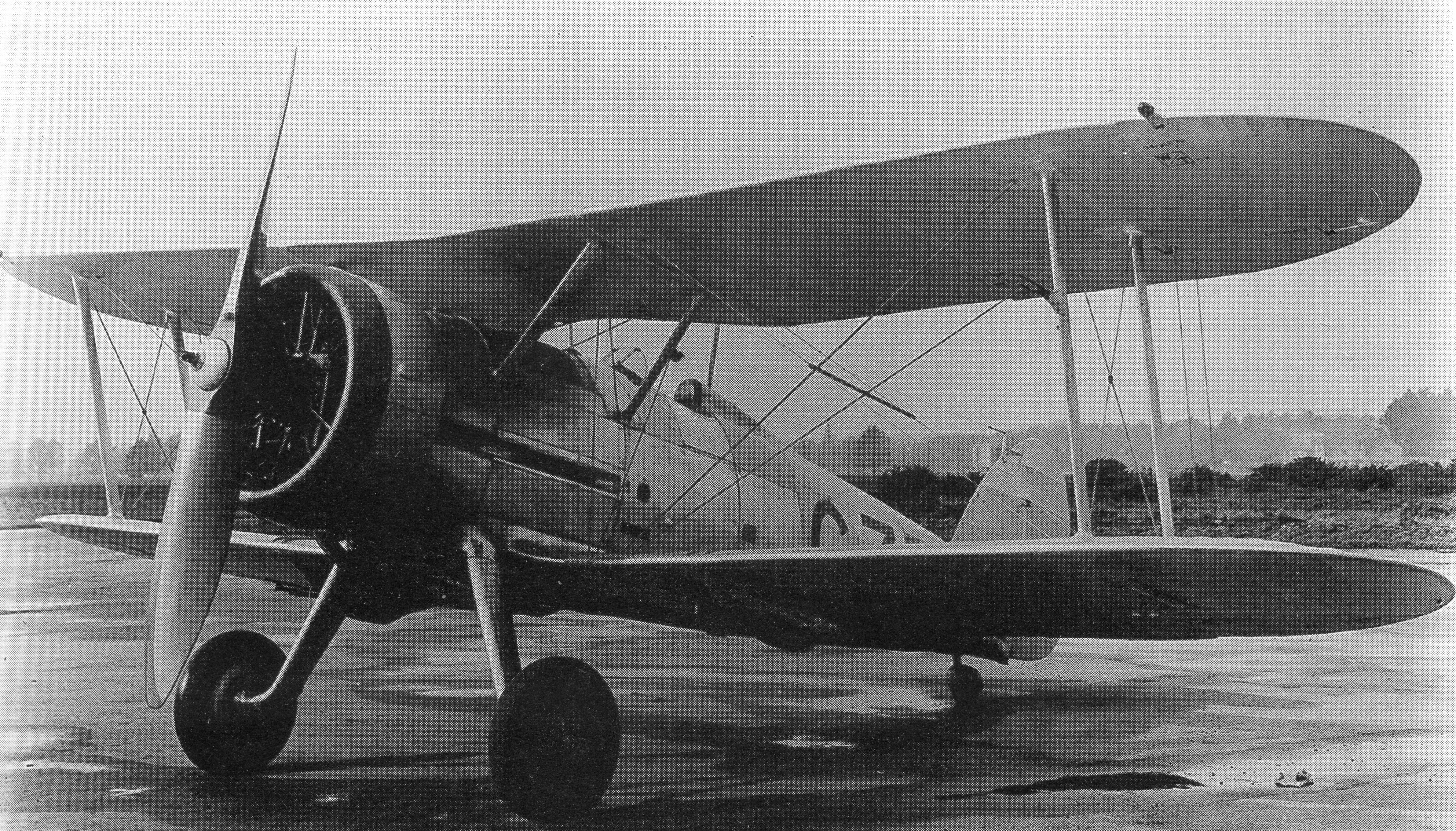
Le premier prototype Gladiator, avec le fuselage Gauntlet G-7, immatriculé ultérieurement K5200. avril 1935

## Histoire opérationnelle

### Chine

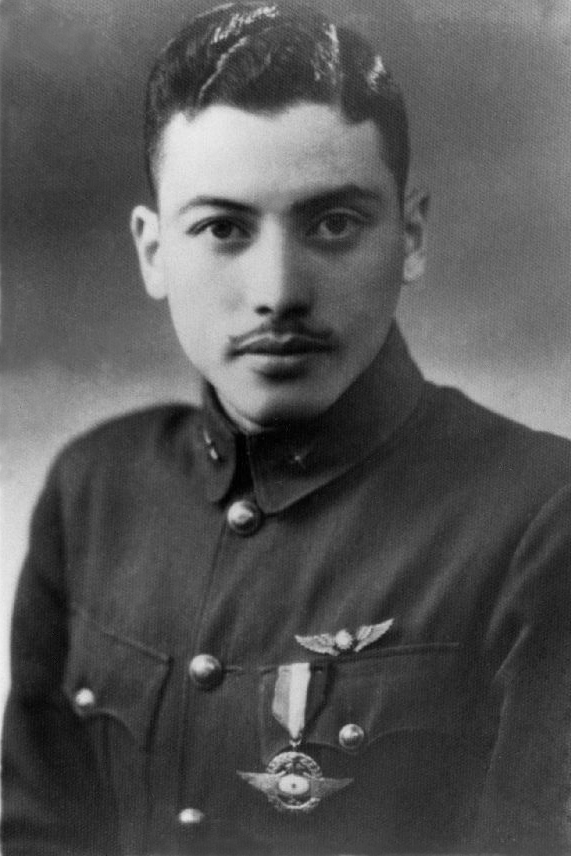
Arthur Chin(陳瑞鈿) l'as chinois de la Seconde Guerre mondiale.

En octobre 1937, le gouvernement central chinois commanda 36 Gladiator I qui furent livrés en deux lots à Canton via Hong Kong. Les Gladiator chinois utilisaient des mitrailleuses Browning M1919 qui tiraient des cartouches .30-06 Springfield, à l'époque la principale munition de la Force aérienne chinoise. En février 1938, ces appareils ont été réunis en deux escadrons, et les pilotes chinois ont commencé à se familiariser avec eux. Le Gloster Gladiator a vu son premier engagement le 24 février 1938. Ce jour-là dans la région de Nankin, le capitaine sino-américain John Wong Sun-Shui (surnommé 'Buffalo') a abattu un chasseur embarqué A5M Claude. Wong est censé avoir abattu un deuxième A5M, et les épaves de deux chasseurs japonais n'ont pas été retrouvées. Au cours de cet affrontement, les Chinois ont perdu deux de leurs Gladiator. Les Gladiator ont enregistré plusieurs autres victoires sur l'aviation japonaise entre 1938 et 1940 durant la Seconde Guerre sino-japonaise.
En Chine, les Gladiator furent largement utilisés avant le début des années 1940 dans les escadrons 28e, 29e et 32e du 3e groupe. Les aviateurs chinois considéraient le Gladiator comme un excellent chasseur dans sa catégorie.
Mais les pilotes du chasseur Gloster furent bientôt confrontés à de plus en plus de difficultés face aux A5M modernes et, en raison d'un manque de pièces de rechange dû à l'embargo sur l'armement, les Gladiator survivants ont été principalement relégués au rôle de formateur. Alors, quand de nouveaux appareils japonais comme le Mitsubishi A6M sont entrés en scène, les jours du Gladiator étaient comptés.
Le pilote chinois d'origine américaine John « Buffalo » Wong, le premier as de l'aviation sur Gladiator et premier as américain de la Seconde Guerre mondiale, a finalement été abattu dans un combat contre des Zéro A6M le 14 mars 1941 ; il a succombé deux jours plus tard de ses blessures.
Lui et Arthur Chin (en) font partie des 15 Américains d'origine chinoise qui ont formé le premier groupe d'aviateurs américains volontaires à résister à l'agression japonaise en Chine.

### La guerre d'hiver finlandaise et guerre de Continuation
Durant la guerre d'Hiver, l'Armée de l'air finlandaise (FAF) a obtenu 30 chasseurs Mk.II du Royaume-Uni. Dix de ces avions étaient un don ; les 28 autres furent achetés par la FAF ; ils furent tous livrés entre le 18 janvier et le 16 février 1940. Les Gladiator finlandais ont servi jusqu'en 1945, mais ils ont été surclassés par les chasseurs soviétiques plus modernes au cours de la Guerre de Continuation. Les avions ont été principalement utilisés pour la reconnaissance à partir de 1941. La Finnish Air Force a obtenu 45 victoires aériennes par 22 pilotes avec cet avion pendant la guerre d'Hiver et une durant la Guerre de Continuation. Douze Gladiator furent perdus au combat pendant la guerre d'Hiver et trois durant la Guerre de Continuation. Deux pilotes devinrent des as avec cet avion : Oiva Tuominen (en) (6,5 victoires en Gladiator) et Paavo Berg (en) (cinq victoires).
Outre les Gladiator de la FAF, l'Armée de l'Air des volontaires suédois (en), responsable de la défense aérienne du nord de la Finlande au cours de la dernière partie de la guerre d'hiver, était également équipée de chasseurs Gladiator, désignés J8 (Mk I) et J8A (Mk II). Le régiment de l'air F 19 est arrivé en Laponie, le 10 janvier 1940 et y est resté jusqu'à la fin des hostilités. Il avait 12 chasseurs Gladiator Mk II, dont deux ont été perdus au combat, et cinq bombardiers en piqué Hawker Hart, plus un avion de liaison Raab-Katzenstein RK-26 (en) et un avion de transport Junkers F.13. Ces avions appartenaient à et avaient un équipage de l'armée de l'air suédoise, mais volaient sous les marques de nationalité finlandaise. Les Gladiator suédois ont obtenu huit victoires aériennes et détruit quatre avions au sol. Une interrogation fut soulevée lorsque le capitaine Björn Bjuggren commandant le F 19 a écrit dans ses mémoires que les balles traçantes des mitrailleuses des Gladiator n'enflammaient pas l'essence en pénétrant les réservoirs de carburant des bombardiers soviétiques.

### La drôle de guerre
Le début de la Seconde Guerre mondiale fut ce qu'on a appelé la « drôle de guerre ». Les Gladiator ont effectué des vols de patrouille qui ont conduit à des affrontements sporadiques avec les avions de reconnaissance de la Luftwaffe. Le 17 octobre 1940, les Gladiator britanniques ont obtenu leur premier succès lorsque l'escadron no 607 "B" a abattu un hydravion Dornier Do 18 ('8L+DK' de 2.KuFlGr 606), en Mer du Nord. Le 10 avril 1941 le 804 NAS a décollé de Hatston dans les Orcades, pour repousser l'attaque d'une vague d'avions allemands. Le Lt Cdr JC Cockburn a été crédité d'un avion détruit et la section bleue de son unité d'un appareil "endommagé".

### La campagne de Norvège

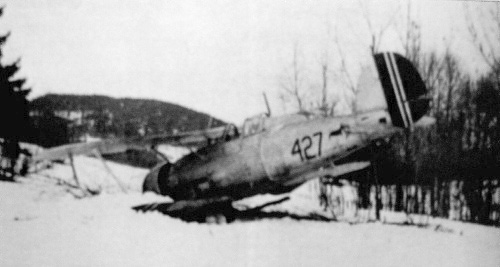
La seule perte de Gladiator Gloster norvégien - Le Gladiator 427 du Pilote Sergent Schye, le 9 avril 1940.

La Campagne de Norvège a vu les Gladiator norvégiens et britanniques combattre la Luftwaffe, avec le Jagevingen norvégien dans la défense d'Oslo le premier jour de l'invasion allemande puis les Gladiator britanniques pour fournir un appui aérien aux renforts alliés envoyés à l'aide du gouvernement norvégien.

#### Jagevingen

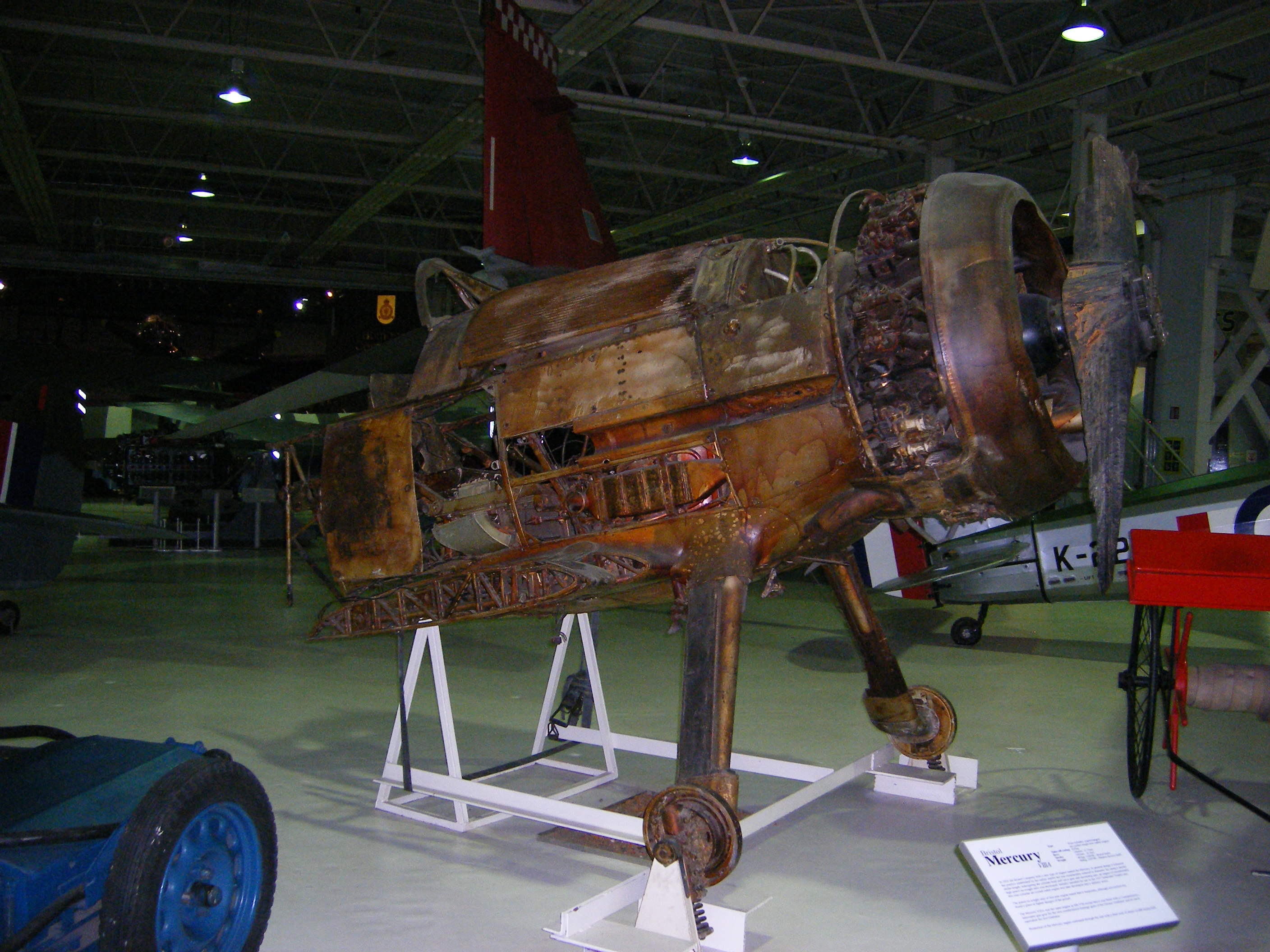
Gloster Gladiator N5628. Endommagé par une attaque aérienne allemande sur le lac gelé Lesjaskogsvatnet où il était basé le 28 avril 1940 et abandonné le même jour, il a finalement coulé en mai et fut retrouvé par une équipe de plongée de la RAF Cranwell.

Les pilotes des Gladiator de l'escadrille de chasse norvégienne Jagevingen étaient basés à l'aéroport d'Oslo-Fornebu. Le 9 avril, premier jour de l'invasion de la Norvège, les sept avions de service, ont réussi à abattre cinq avions allemands: deux chasseurs Messerschmitt Bf 110, deux bombardiers He 111 et un transport Ju 52 de la Fallschirmjäger. Un Gladiator a été abattu en combat aérien par le futur Experte (as) Helmut Lent tandis que deux autres ont été mitraillés et détruits pendant leur ravitaillement et réarmement sur l'aéroport de Fornebu. Les quatre chasseurs opérationnels restants ont reçu l'ordre d'atterrir là où ils pouvaient loin de la base. Les Gladiator se sont posés sur des lacs gelés autour d'Oslo et ont été abandonnés par leurs pilotes, puis mis en pièces par des chasseurs de souvenirs civils.

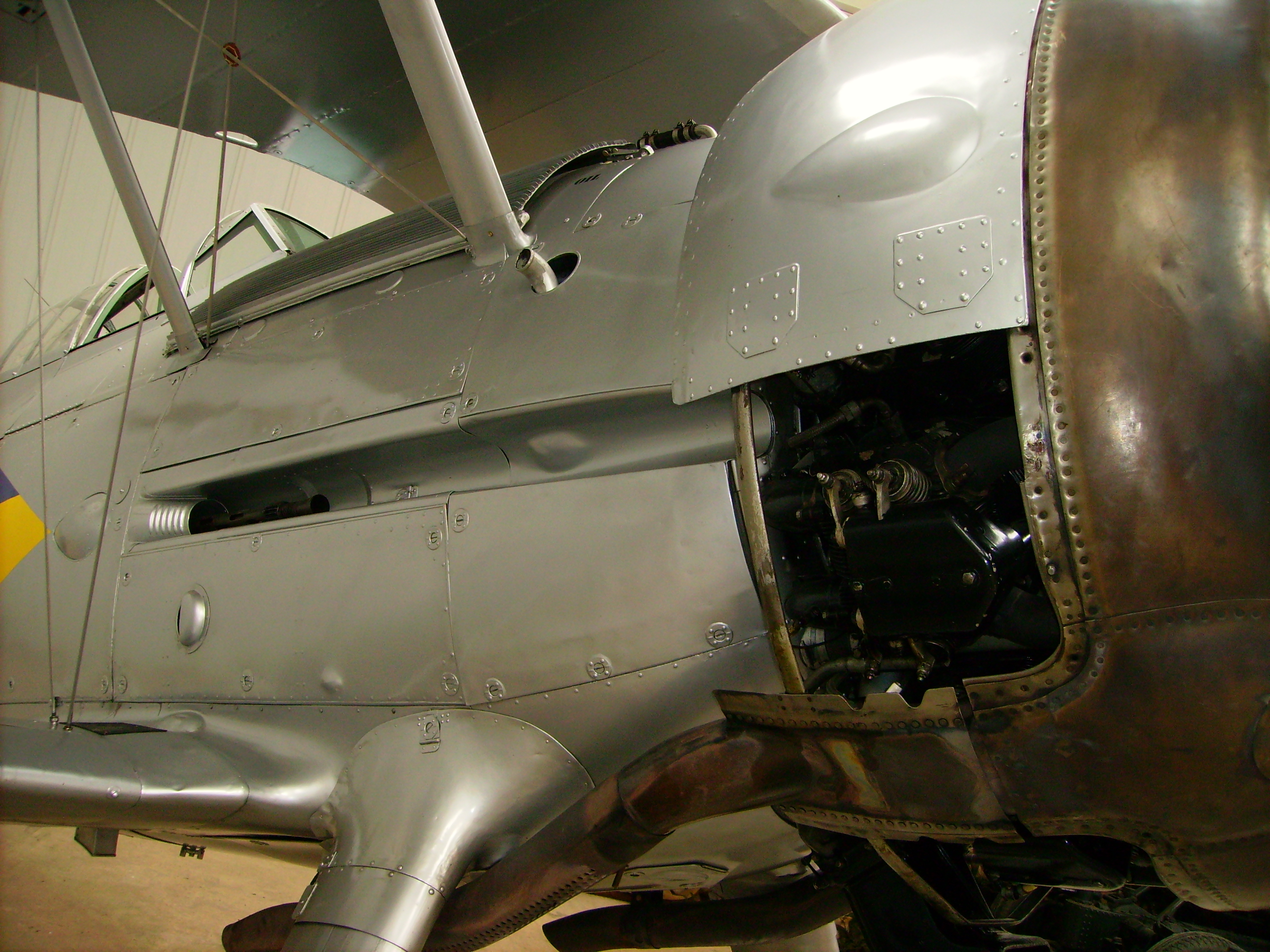
La mitrailleuse de fuselage

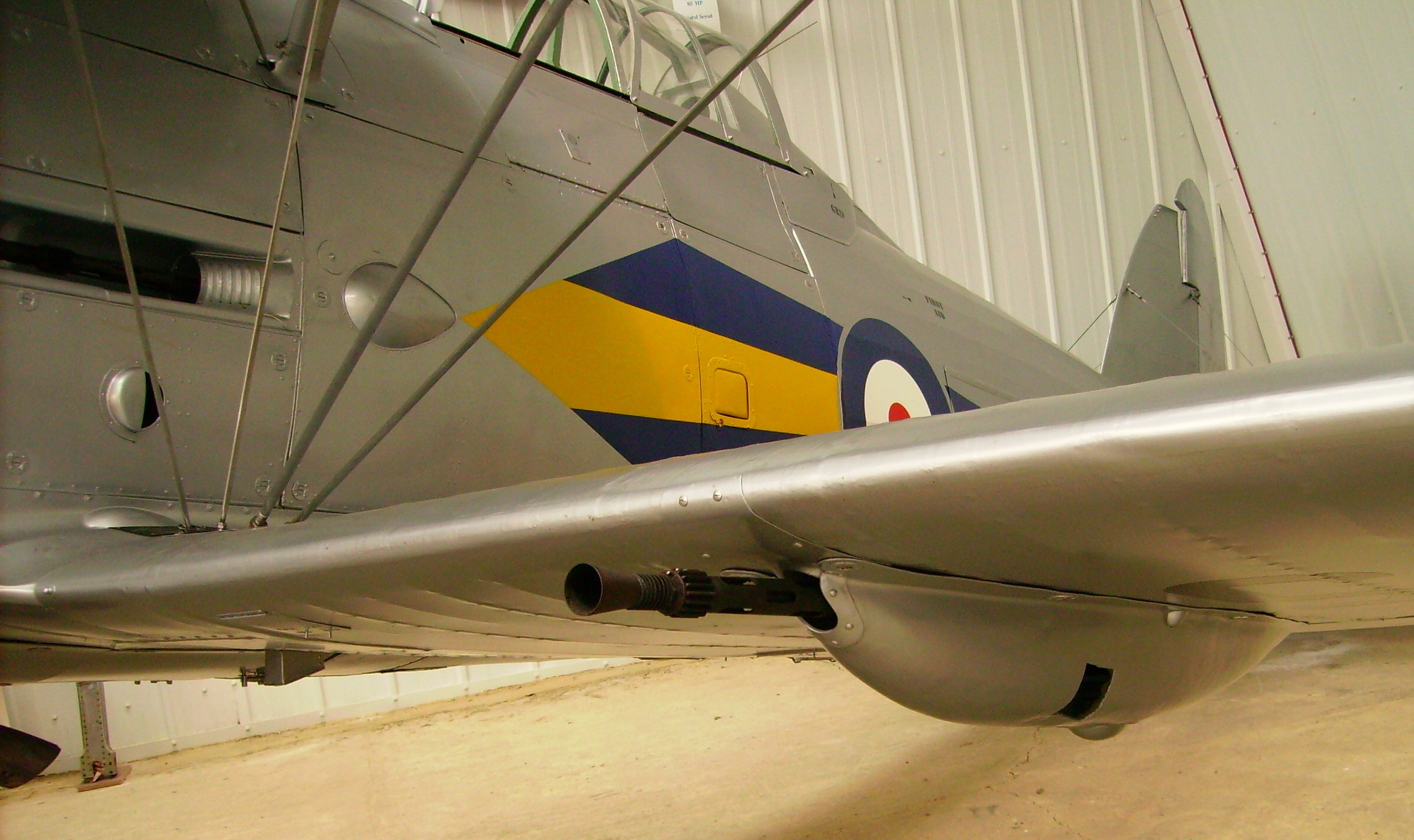
La mitrailleuse de .303 pouce sous chaque aile basse

#### 263eEscadron
Des Gladiator ont également été utilisés par le 263e escadron au cours des deux derniers mois de la campagne norvégienne. L'escadron est arrivé sur le porte-avions HMS Glorious le 24 avril, et ont en premier à partir d'une piste d'atterrissage improvisée construite par des norvégiens bénévoles sur le lac gelé Lesjaskogsvatnet dans le comté d'Oppland dans le centre sud de la Norvège. Après moins d'une semaine, tous les avions de l'escadron étaient inutilisables et l'escadron a été évacué au Royaume-Uni.
Rééquipé en Grande-Bretagne, le 263e a repris ses opérations en Norvège lorsque l'escadron est revenu au nord de la Norvège, le 21 mai, basé à Bardufoss (en) près de Narvik. Sur le front de Narvik, le 263e escadron a été renforcée par les ouragans du 46e, basé sur une piste d'atterrissage à Skånland quelques jours plus tard. À cause du terrain inadéquat de Skånland, le 46e Squadron s'est déplacé à Bardufoss et opérait à partir de cette base le 27 mai. Les escadrons avaient reçu l'ordre de défendre l'ancrage de la flotte à Skånland et la base militaire de Harstad sur l'île de Hinnøya, ainsi que la région de Narvik après sa reprise. L'action a été courte mais intense avant que les escadrons, en raison de la réponse du gouvernement britannique à l'invasion de la France, ont reçu l'ordre le 2 juin de préparer l'évacuation.
D'ici là, le 263e Squadron avait effectué 249 sorties et revendiqué 26 avions ennemis détruits. Les dix Gladiator rescapés ont atterri sur le HMS Glorious le 7 juin. Le Glorious de retour vers sa base a été intercepté par les cuirassés allemands Scharnhorst et Gneisenau. En dépit de la vaillante défense mis en place par ses deux destroyers d'escorte, les HMS Acasta et HMS Ardent, il a été coulé avec les avions de quatre escadrons. 263 e Escadron a perdu ses CO, S / Ldr John W. Donaldson, et F / Lt Alvin T. Williams et huit autres pilotes,,.
Aucun avion de la force aérienne de l'armée norvégienne n'a été capable d'évacuer de l'ouest avant la reddition du 10 juin.
Seuls les avions de la Marine norvégienne (en) (un M.F.11 (en) et quatre He 115) avait possibilité de voler depuis leurs dernières bases au nord de la Norvège jusqu'au Royaume-Uni.
Deux Fokker C.V.Ds et un Tiger Moth ont aussi réussi à s'échapper vers l'est en Finlande avant la reddition. Trois autres MF11 navales et un He 115 se sont envolés pour la Finlande, atterrissant sur le lac Salmijärvi au raïon de Petchenga.
Tous les anciens avions norvégien ont ensuite été pilotés par les Finlandais contre l'Union soviétique.

### Belgique
Les Gladiator belges ont subi de lourdes pertes face aux Allemands en 1940, avec l'ensemble des 15 avions opérationnels perdus, en endommageant seulement deux avions allemands. Précédemment, au cours de la drôle de guerre, le 24 avril 1940 les Gladiator belges en patrouille de neutralité ont abattu un bombardier allemand Heinkel He 111 qui s'est écrasé aux Pays-Bas. Le bombardier, V4+DA du Kampfgeschwader 1, avait été endommagé par des chasseurs français à Maubeuge, en France, et avait été poursuivi après la frontière belge.

### Bataille d'Angleterre
Le Gloster Gladiator était en service opérationnel au 247e Squadron, stationné à Roborough (en) (Devon), pendant la bataille d'Angleterre. Bien qu'aucune des sorties de combat ont eu lieu à la hauteur des batailles aériennes, les Gladiator du 247e ont intercepté un Heinkel He 111 fin octobre 1940, sans résultat. Le 239e Squadron, utilisant le Gladiator dans un rôle liaison, et le 804e Escadron Naval, équipé de Sea Gladiator, était également opérationnel au cours de la bataille d'Angleterre.

### Méditerranée et théâtres du Moyen-Orient
Sur la Méditerranée en 1940–41, le Gladiator est allé au combat avec quatre escadrons des forces alliées : la RAF, la RAAF, la Force aérienne sud-africaine et la Ellinikí Vasilikí Aeroporía (Force aérienne grecque). Ceux-ci ont eu certains succès contre la Regia Aeronautica italienne, qui était principalement équipée de biplans Fiat CR.32 et de Fiat CR.42 Falco, et contre les bombardiers de la Luftwaffe. L'as Marmaduke "Pat" Pattle sud-africain (qui servait dans la RAF) a revendiqué 15 victoires sur Gladiator pendant la guerre du désert et la bataille de Grèce le plaçant en tête des scores de la RAF de la Seconde Guerre mondiale en biplan.
la guerre anglo-irakienne 1941, est unique dans le contexte du Gladiator parce que les forces aériennes se combattant, la RAF et l'Aviation royale irakienne, l'utilisaient comme principal chasseur. Le Gladiator également été en action contre les Français de Vichy en Syrie.

#### Malte

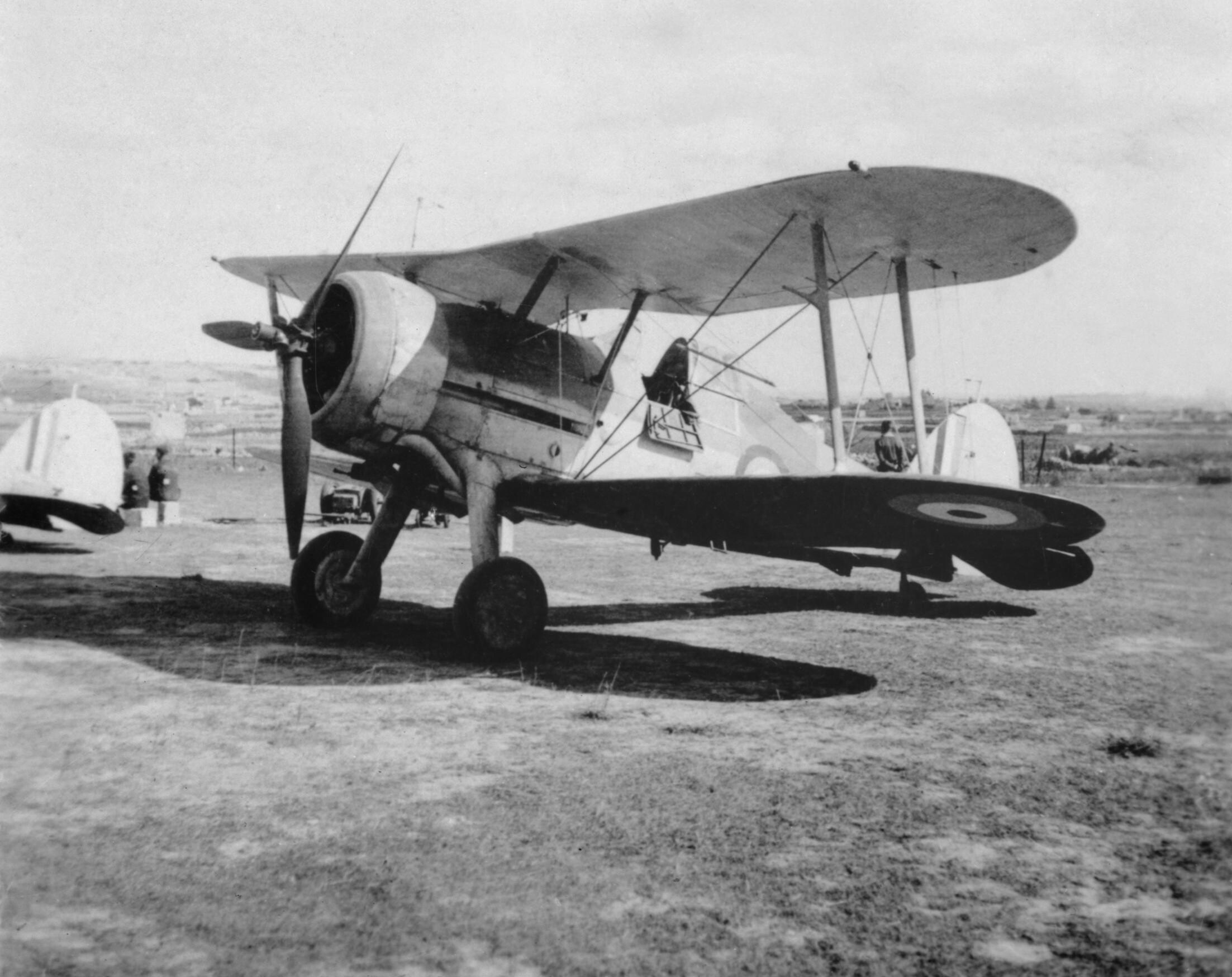
Faith (Numéro de série N5520), un Gloster Sea Gladiator Mk I, sur le terrain à Malte, vers septembre 1940.
L'avion a été remotorisé avec un Bristol Mercury et une hélice Hamilton tripale récupérés d'un Bristol Blenheim.

Le siège de Malte en 1940 est une des campagnes les plus connues où ont été engagés des Gladiator.
Durant une dizaine de jours, la chasse fut limitée à une petite unité de Gladiator britanniques, le Hal Far Fighter Flight (en). Cela a donné naissance à un mythe selon lequel trois avions, nommés Faith, Hope et Charity (Foi, Espérance et Charité), auraient assuré l'ensemble de la couverture aérienne de l'île. Les noms des avions ont été choisis seulement après la bataille,,,. En réalité, plus de trois avions étaient opérationnels, mais pas toujours en même temps ; d'autres ont été utilisés pour fournir des pièces de rechange.
L'unité n°1435 (en), qui a par la suite assuré la défense aérienne de Malte, a adopté les noms de Faith, Hope et Charity pour ses avions lorsqu'elle a assuré la défense aérienne des îles Falkland en 1988.[réf. souhaitée]
Dix-huit Sea Gladiator du 802e escadron de marine (en) ont été livrés par le HMS Glorious début 1940. Trois furent enlevés plus tard pour prendre part à la campagne de Norvège et trois autres envoyés en Égypte. Courant avril, Malte avait besoin d'une défense aérienne et il fut décidé de former une unité aérienne composée de Gladiator à Hal Far, composée de personnel de la RAF et de la FAA. Plusieurs Gladiator furent assemblés et testés.
Les unités des forces aériennes italiennes déployées contre Malte étaient a priori supérieure en nombre et en puissance à la défense formée par les Gladiator, mais la tactique d'emploi exploitant la maniabilité de ces derniers, leur ont permis de remporter plusieurs engagements, souvent commencé par une plongée sur les bombardiers Savoia-Marchetti SM.79 Sparviero avant que les chasseurs Fiat CR.42 et Macchi MC.200 d'escorte ne puissent réagir.
Le 11 juin 1940 un Gladiator a endommagé un Macchi et le 23 juin, une autre bataille réussie a été menée contre des S.79 et trois Macchi. L'un des deux Gladiator, piloté par George Burges (en), a réussi à abattre un MC.200.
Un autre pilote brillant à Malte était "Timber" Woods qui a réussi à abattre deux S.79 et deux CR.42, revendiquant un Macchi touché le 11 juin et un S.79 endommagé. Les Gladiator ont tenu contre les raids de la Regia Aeronautica et forcé les chasseurs italiens à escorter les bombardiers et les avions de reconnaissance. Alors que la Regia Aeronautica avait débuté avec un avantage numérique et qualitatif lui donnant la supériorité aérienne, la situation s'est inversée, au cours de l'été 1940, avec l'arrivée de Hurricanes, qui reprirent progressivement la défense aérienne de l'île. En dépit même de leur petit nombre de victoires en combat aérien, les Gladiator ont été un atout important pour la défense de l'île.
En juin, deux des Gladiator s'étaient écrasés et deux autres furent assemblés. Charity fut abattu le 31 juillet 1940,. Son pilote, le lieutenant d'aviation Peter Hartley, décolla en urgence avec ses ailiers F. F. Taylor et William Joseph "Timber" Woods, pour intercepter un SM.79 escorté de neuf CR.42, du 23°
Gruppo. Pendant le combat aérien un CR42 piloté par Serg. Manlio Tarantino a abattu le Gladiator (N5519) de Hartley lui infligeant de graves brûlures. Woods a abattu Antonio Chiodi, commandant du 75a Squadriglia cinq miles à l'est de Grand Harbour (il lui a ensuite été remis à titre posthume la Medaglia d'Oro al Valor Militare, la plus haute distinction militaire de l'Italie). En mai 2009, les restes de Charity entre autres ont fait l'objet d'une recherche sous-marine de dragueurs de mines de l'OTAN. Hope (N5531) a été détruit sur le terrain par un bombardement de l'ennemi en mai 1941. Le sort d'au moins cinq autres Gladiator en action sur Malte n'est pas aussi bien documenté.

#### Afrique du Nord
En Afrique du Nord, les Gladiator ont eu à faire face aux Fiat CR.42 Falco italien, dont les performances étaient légèrement supérieures à haute altitude.
Le premier combat aérien entre les biplans a eu lieu le 14 juin au-dessus d'Amseat. Tenente Franco Lucchini du 90a Squadriglia, 10° Gruppo, 4° Stormo, pilotant un CR.42 de Tobrouk a abattu un Gladiator ce fut la première victoire revendiquée sur la RAF de la guerre du désert.
Durant l'après-midi du 24 juillet, des CR.42 et des Gladiator s'accrochèrent au-dessus de Bardia. Une formation de 11 CR.42 du 10° Gruppo renforcés par six autres du 13° Gruppo ont attaqué une formation de neuf Blenheim qui attaquaient Bardia et furent à leur tour attaqués par 15 Gladiator. Les cinq Gladiator du 33 Squadron ont revendiqué quatre CR.42 détruits.
Le 4 août 1940, les biplans Fiat du 160a Squadriglia du Capitano Duilio Fanali ont intercepté quatre Gladiator commandés par Marmaduke "Pat" Pattle (qui allait finalement devenir l'un des as top-scores des alliées avec environ 50 victoires revendiquées) qui engageaient des Breda Ba.65 qui mitraillaient des véhicules blindés britanniques. À cette occasion, les Fiat ont réussi à surprendre les Gladiator, abattant trois d'entre eux. Wykeham Barnes (qui a survécu à la perte de son Gladiator dans la bataille) a revendiqué un Breda 65 et Pattle réclamé un Ba65 et un CR.42.
Le 8 août 1940, pendant un autre duel, 14 Gladiator du 80 Squadron prirent par surprise 16 Fiat CR.42 des 9° et 10° Gruppi du 4 ° Stormo (une unité d'élite de la Regia Aeronautica) au-dessus de Gabr Saleh, loin à l'intérieur du territoire italien. Les pilotes britanniques ont revendiqué 13 à 16 victoires confirmées et 1 à 7 probables, tout en perdant deux Gladiator.
Cette bataille a souligné les points forts du Gladiator sur le CR.42, en particulier l'équipement radio, qui avait permis une attaque coordonnée, élément crucial pour l'obtention de la surprise initiale, et des performances globales supérieures à basse altitude du Gladiator, notamment une vitesse et une maniabilité horizontale nettement supérieures à son adversaire italien. Les britanniques ont célébré la victoire, tandis que les Italiens ont dû admettre une dure défaite.
Dans l'ensemble, les quelques Gladiator et CR.42 se sont affrontés avec une parité substantielle, en dépit du fait que beaucoup d'Italiens avaient acquis une expérience au combat en Espagne. La puissance de feu, la maniabilité et la vitesse ne sont pas très différentes, jusqu'au moteur qui est comparable. Même si les Italiens avaient, sur les pilotes de la RAF, l'avantage initial d'avoir combattu en Espagne, ce n'était pas trop important, car les pilotes RAF/RAAF avaient souvent de meilleures tactiques de combat. Depuis 1941, les monoplans comme l'Hurricane et les MC.200 remplaçaient de plus en plus les biplans dans le combat aérien, les reléguant à des rôles secondaires ou d'attaque au sol.

#### Afrique de l'Est
En Afrique orientale, les Gladiator ont été confrontés aux biplans italiens Fiat CR.32 et CR.42. Ce dernier, plus moderne que le Gladiator, était un adversaire redoutable. Le 6 novembre 1940, dans la première heure de l'offensive britannique contre l'Éthiopie, les chasseurs CR.42 Fiat de la 412a Squadriglia dirigée par le capitaine Antonio Raffi ont abattu cinq Gloster Gladiator sans subir de perte, au détriment des SAAF Escadron ; parmi les pilotes italiens il y avait l'as Mario Visintini, mais la vraie différence était faite par la situation tactique, parce que les Gladiator venaient peu à la fois, ils étaient largement en infériorité numérique. Le 6 juin 1941, la Regia Aeronautica avait seulement deux avions en bon état: un CR.32 et un CR.42, donc la supériorité aérienne a finalement été renversée par les Gladiator et les Hurricane. Le dernier combat aérien du Gladiator avec un chasseur italien fut le 24 octobre 1941 avec le CR.42 du Tenente Malavolti (ou, selon l'historien Håkan Gustavsson, Sottotenente Malavolta). Le pilote italien a décollé pour mitrailler les aérodromes britanniques de Dabat et Adi Arcai. Selon l'historien italien Nico Sgarlato, le CR.42 a été intercepté par trois Gladiator et a réussi à abattre deux d'entre eux, mais a ensuite été lui-même abattu et le pilote a été tué. D'autres auteurs affirment que Malavolti réussit seulement à tirer sur les deux Gladiator avant d'être abattu.
Selon Gustavsson, le pilote sud-africain de la Force aérienne (n° 47484V), le Lieutenant Lancelot Charles Henry "Paddy" Hope, décolla en urgence à l'aérodrome de Dabat pour intercepter le CR.42 (MM7117). Plongeant sur lui, il a ouvert le feu à 300 mètres. Bien que le pilote italien a pris des mesures d'évitement violent, Hope a continué à le suivre, à seulement 20 mètres et le tira comme le Fiat essayait de piquer au loin. Il y eut une brève lueur de flamme et le dernier avion italien à être abattu au-dessus de l'Afrique de l'Est s'est écrasé au sol et a pris feu près d'Ambazzo. Le lendemain, l'épave a été retrouvée, le pilote mort encore dans le cockpit. Hope a lancé un message sur les positions italiennes à Ambazzo: «Hommage au pilote du Fiat C'était un homme courageux South African Air Force.». Mais les journaux opérationnels des unités du Commonwealth certifient qu'elles n'ont pas subi de pertes dans la zone à cette date. La dédicace de la Medaglia d’oro al valor militare à titre posthume stipule que Malavolti a abattu un Gladiator et contraint une autre à s’écraser au sol, mais a lui-même a été abattu par la troisième.
Ce fut la dernière victoire aérienne de la campagne d'Afrique orientale.

#### Grèce
La tension a été croissante entre la Grèce et l'Italie depuis le 7 avril 1939, quand les troupes italiennes ont occupé l'Albanie. Le 28 octobre 1940, l'Italie a lancé un ultimatum à la Grèce, qui a été rejetée, et après quelques heures les troupes italiennes ont envahi la Grèce, ouvrant la Guerre italo-grecque.
L'Angleterre envoya de l'aide sous la forme du 80 Squadron (en), qui arriva à Trikala le 19 novembre. Ce même jour, les débuts du Gladiator furent une surprise, l'interception d'une section de cinq CR.42 italiens à Coritza, dont un seul est revenu à la base. Le 27 novembre, sept Gladiator ont attaqué trois Falco, abattant l'avion de tête, piloté par Com. Masfaldi, commandant la 364a Squadriglia. Le 28 novembre, le commandant de la 365a Squadriglia, Com. Graffer, a été abattu au cours d'un combat où sept avions ont été descendus, quatre d'entre eux britannique. Le 3 décembre, les Gladiator ont été renforcées par des éléments du 112 Squadron (en). Le lendemain, un affrontement entre 20 Gladiator et dix CR.42 a entraîné une perte de cinq, deux d'entre eux Italiens. Après une pause de deux semaines, 80 Sqn de retour aux opérations le 19 décembre 1940. Le 21 décembre 20 Gladiator ont intercepté 15 CR.42 Falco, en abattant deux avec deux pertes. Au cours des jours suivants, plusieurs groupes de Savoia-Marchetti SM.79 italien et bombardiers Savoia-Marchetti SM.81 ont également été interceptés et des victoires revendiquées.
L'escadron 112 au complet a déménagé à Éleusis à la fin janvier 1941 et d'ici la fin du mois suivant il avait reçu les Gladiator du 80e Sqn, après que cette dernière unité fut passée sur Hawker Hurricane. Le 5 avril, les forces allemandes ont envahi la Grèce et ont rapidement établi la supériorité aérienne. Comme les troupes alliées se retirèrent, les Gladiator les ont couverts, avant de s'envoler pour Crète au cours de la dernière semaine d'avril. Là le no 112 Squadron a réclamé des bimoteurs avant d'être évacué en Égypte durant la Bataille de Crète.

#### Guerre anglo-irakienne

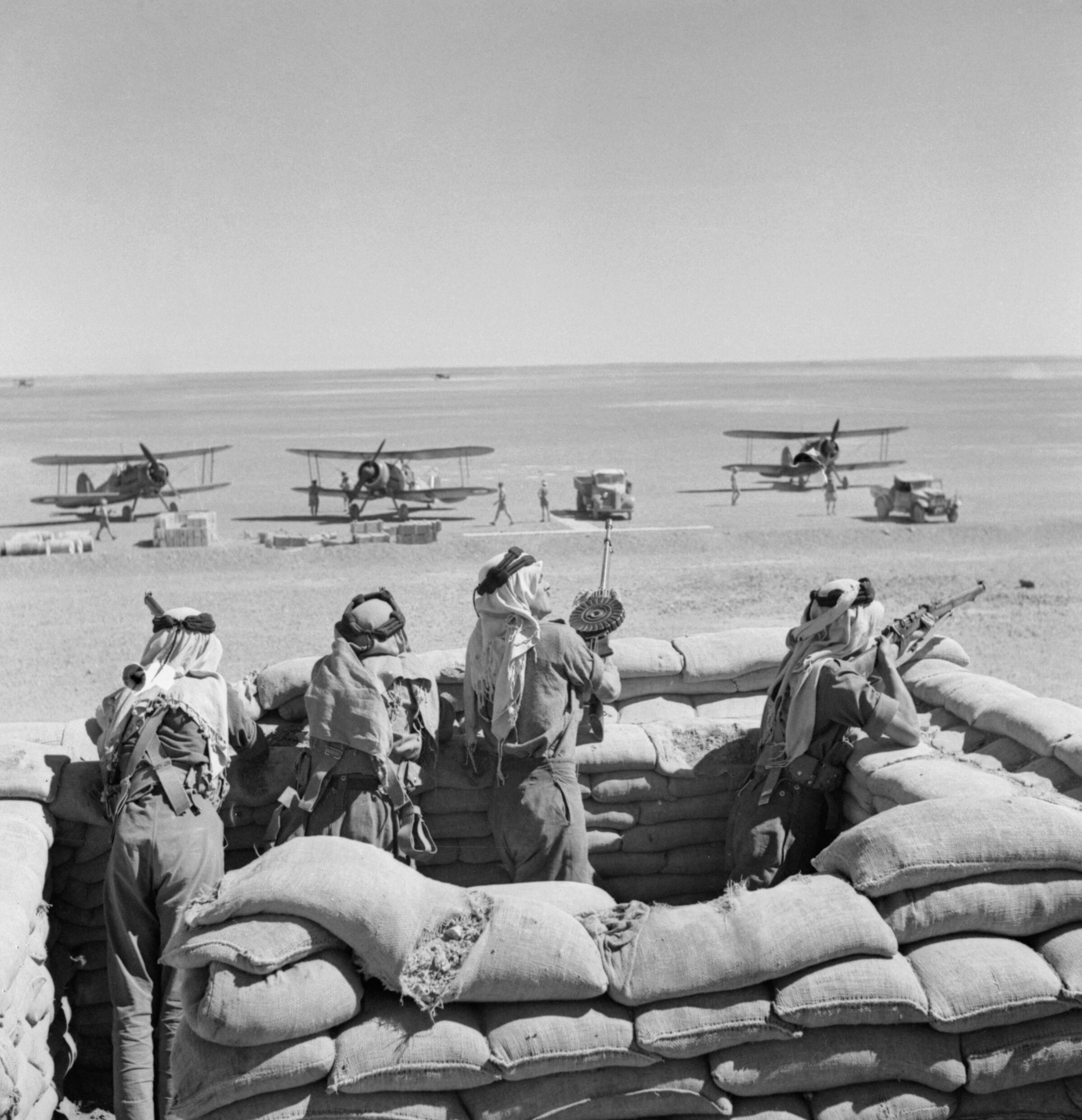
Légionnaires arabes gardant les Gloster Gladiator du No. 94 Squadron de la RAF sur le terrain de la station de pompage H4 Transjordanie.

La Royal Iraqi Air Force (RoIAF) avait été équipée par les Britanniques avant l'indépendance en 1932. Le résultat en était une majorité d'appareils de construction britannique dans la flotte de la RoIAF. En 1941, le seul escadron de chasse, le No 4 Squadron, comptait sept Gloster Gladiator opérationnels sur la base aérienne Rashid (en).
Après une attaque préventive de la RAF depuis Habbaniya (en) contre le blocus des forces irakiennes, les Gladiator irakiens ont effectué des attaques sur la base aérienne britannique, la mitraillant inefficacement le 2 mai.
Bien qu'une grande partie de la RoIAF ait été détruite dans les airs ou au sol pendant les jours suivants, les Gladiator irakiens sont restés en état de vol jusqu'à la fin de la guerre, menant des attaques de mitraillage sur la A Company du 1er Bataillon de l'Essex Regiment à la périphérie de Bagdad le 30 mai.
Avant le déclenchement des hostilités en Irak, la 4th Service Training School à Habbaniya utilisait trois anciens Gladiator comme transport pour les officiers. Avec l'augmentation de la tension, la base a été renforcée avec six Gladiator le 19 avril, en provenance d’Égypte.
Au début de la guerre, les neuf Gladiator ont effectué de nombreuses sorties contre des cibles aériennes et terrestres, décollant du terrain de polo de la base. Le nombre de Gladiator en Irak a été renforcé lorsque, le 11 mai, cinq autres avions sont arrivés, cette fois à partir du 94 Squadron (en) d'Ismaïlia sur le Canal de Suez. Un dernier renfort eut lieu le 17 mai avec quatre autres appareils du 94 Squadron .
Au cours des combats, le seul duel Gladiator-Gladiator est survenu le 5 mai, lorsque le pilote Lt. Watson a abattu un Gladiator irakien au-dessus de Bakouba au cours d'une mission d'escorte de bombardiers. La seule revendication des Gladiator irakiens pendant la guerre était un bombardier Vickers Wellington en partage avec l'artillerie au sol le 4 mai.
Immédiatement après le lancement de son coup d’État contre le roi Faisal II début avril 1941, le Premier ministre Rachid Ali al-Gillani se rapprocha de l'Allemagne et l'Italie pour l'aider à repousser les contre-mesures britanniques. En réponse, les Allemands ont formé un groupe de travail Luftwaffe sous les couleurs irakiennes appelé Fliegerführer Irak (en) ("Flyer commande Irak"), qui à partir du 14 mai opérait de Mossoul. Avant cette force ne s'effondre en raison du manque de fournitures, de pièces de remplacements, de carburant de qualité et des attaques de la RAF, deux Gladiator ont engagé une paire de Me 110 au-dessus de l'aérodrome Rashid à Bagdad le 17 mai. Les deux machines allemandes ont été rapidement abattues. La "Regia Aeronautica" a envoyé 12 Fiat CR.42 qui sont arrivés en Irak le 23 mai. Six jours plus tard, les Fiat CR.42 ont intercepté un Hawker Audax de la RAF et se sont confrontés avec l'escorte de Gladiator dans ce qui allait s'avérer le dernier combat aérien air-air de la brève campagne. Les pilotes italiens ont revendiqué deux Gladiator du No.94 Escadron et un Fiat a été abattu par un Gladiator piloté par le Cdt Wightman, près de Khan Nuqta.
Les Irakiens ont continué à utiliser le Gladiator jusqu'en 1949 pour des missions d'attaque au sol contre les Kurdes[citation nécessaire].

#### Syrie
Après la fin des combats en Irak les Britanniques ont décidé d'envahir la Syrie sous contrôle de l'État français pour éviter que la zone ne tombe sous le contrôle direct des allemands. Les Français de Syrie avaient soutenu la rébellion irakienne matériellement et permis aux avions de la Luftwaffe d'utiliser leurs terrains d'aviation pour les opérations en Irak. Le mois de Campagne Syrie-Liban en juin-Juillet 1941 a vu de lourds combats aériens et terrestres, jusqu'à ce que les autorités françaises de Vichy en Syrie se rendent le 12 juillet 1941. Dans une rencontre entre la Royal Air Force et l'Armée de l'air de Vichy le 15 juin 1941, les six Gladiator Gloster ont été engagés par un nombre égal de chasseurs monoplans Dewoitine D.520. Dans une bataille confuse, les deux parties ont eu un avion abattu et un gravement endommagé. L'as de la chasse Pierre Le Gloan a abattu le Gladiator confirmant sa 15e victoire. Le Gloan lui-même devait écraser à l'atterrissage son D.520 endommagé sur sa propre base aérienne.
Pas plus tard que la mi-1941, le chef d'état-major de la Force aérienne a proposé 21 Gloster Gladiator recueillis auprès de diverses unités météorologiques et de communications au Moyen-Orient, ainsi que cinq d'une unité de la France libre, à l'AOC de Singapour afin de renforcer les défenses de la colonie contre la menace japonaise émergentes. L'offre a été refusée et plus tard des renforts furent composés de Hawker Hurricane.

### Autres opérations
Le Corps aérien irlandais a été équipé de quatre Gladiator le 9 mars 1939. Le 29 décembre 1940, les deux Gladiator irlandais ont été dépêchés de Baldonnel pour intercepter un Ju 88 allemand survolant Dublin en mission de reconnaissance photographique, mais ils ont été incapables d'établir le contact. Bien qu'incapable d'intercepter les avions intrus, les Gladiator irlandais ont abattu plusieurs ballons de barrages britanniques qui avaient rompu leurs amarres. Pendant une courte période en 1940, un ordre a été donné aux pilotes de chasse irlandais d'utiliser leurs appareils pour bloquer les pistes d'aérodromes. Ils devaient alors tirer sur les intrus. Les Gladiator irlandais ont également survolé le site du naufrage du paquebot SS Athenia en 1939 et offert l'aide de l'armée irlandaise. Les navires de la Marine royale ont ouvert le feu sur eux, par conséquent, les Gladiator irlandais se sont retirés.
La Luftwaffe a utilisé les Gladiator lettons capturés comme remorqueurs de planeurs avec Ergänzungsgruppe (S) 1 à Langendiebach près de Hanau en 1942-43.
Après être devenu obsolète, les Gladiator de la RAF ont été affectés à des tâches non combattantes telles que le travail météorologique.

### Épilogue
La Force aérienne finlandaise était la dernière à utiliser le biplan Gloster au combat. C'est donc sous insignes finlandais que le Gladiator a obtenu sa dernière victoire. Pendant la Guerre de Continuation, contre les Soviétiques, les Gloster ont soutenu l'avance de l'armée de Carélie autour du lac Ladoga. Le 15 février 1943, le 1er lieutenant Håkan Strömberg du LLv 16 (en), au cours d'une mission de reconnaissance le long de la ligne de chemin de fer Mourmansk, entre la mer Blanche et le lac Onega, a remarqué, à Karkijarvi, un Polikarpov R-5 soviétique en train de décoller. Stromberg a plongé sur lui et l'a abattu dans la forêt près de son aérodrome avec deux salves.

## Engagements
Il est utilisé par la Royal Air Force et la Royal Navy, durant la Seconde Guerre mondiale dans les batailles suivantes :
- Bataille de France
- Siège de Malte
- Guerre du désert où il fut opposé au Fiat CR.42 Falco italien dans un duel d'avions biplans
- Guerre anglo-irakienne

## Survivants
Des Gladiator sont conservés à la Shuttleworth Collection (en), à la collection de chasseurs de Duxford, la Gloucestershire Aviation Collection (au Bedfordshire, Royaume-Uni), au Musée national de la guerre, Malte  et au musée de la RAF (à Hendon et à Cosford, Royaume-Uni). Un appareil suédois Mk I est conservé tel que pour la guerre d'Hiver au Swedish Air Force Museum à Malmen, juste à l'extérieur de Linköping, en Suède.

### Norvège
Le musée norvégien de l'aviation (en) a dans sa collection le Gladiator II, série N5641, de l'escadron no 263, abandonné au bord du lac Lesjaskog pendant la retraite de l'escadron. L'avion avait été acheté par un agriculteur local dans les années 1960 quand il a été amené au musée pour la restauration.

### Malte
Le fuselage du seul Gladiator survivant de la Hal Far Fighter Fligh (N5520), plus tard appelé Faith, a été présenté à la population de Malte en 1943. Les restes du fuselage sont exposés dans le musée de la guerre au Fort Saint-Elme à La Valette. Les recherches sur la cellule ont indiqué qu'elle comprend des parties d'au moins un autre Gladiator. Le Musée de l'aviation de Malte essaye depuis au moins 2005 d'obtenir la possession du Gladiator du Musée de la guerre qui, selon lui, ne dispose pas d'une sécurité suffisante pour les expositions du patrimoine précieux. Dans son Air Battle of Malta Memorial Hangar à Ta' Qali, le musée de l'aviation a démontré une expertise supérieure dans la restauration d'avion et avait réussi à acquérir un ensemble d'ailes et d'autres parties du Gladiator.
Cette demande a été renforcée en novembre 2008 par un article de journal qui a déclaré: «l'avion est en très mauvais état et approche maintenant le point de non-réparation".

## As sur Gladiator
Les meilleurs scores des as sur Gladiator ont volé en Afrique du Nord et en Grèce, et ont obtenu la plupart de leurs succès contre les avions de la Regia Aeronautica. Le lieutenant Marmaduke T. "Pat" St. Pattle, du No. 80 Squadron, alors qu'il volait sur le chasseur Gloster, a atteint 15,5 victoires aériennes confirmées (sur ses 50), ainsi que quatre ennemis probablement détruits et six endommagés.
L'officier pilote Bill « Cherry » W Vale des squadrons no 33 et 80, avec 10 victoires individuelles, partagées et 1,5 ennemi endommagé.
Le lieutenant Joe P. Fraser, du Squadronn no 112 et le sergent Don S. Grégoire, des squadrons No 33 et 80, ont obtenu toutes leurs victoires (respectivement 9,5 et 8) sur chasseur Gladiator. Le sergent C. E. «Cas» Casbolt», du squadron no 80, a abattu 7,5 avions ennemis (et sans doute un détruit et 1,5 endommagé).

## Variantes
- S.S.37
- Mk.I
- Mk.II
- Sea Gladiator

### Développement lié
- Gloster Gauntlet

### Aéronefs comparables
- Avia B-534
- Bristol Bulldog
- Fiat CR.32
- Fiat CR.42
- Grumman F3F
- Polikarpov I-15
- Polikarpov I-153